# 매입시세
매입시세(買入時勢)는 외국환 은행이 외국환을 사는 가격을 가리키는 단어이다.